# シシリエンヌ (フォーレ)

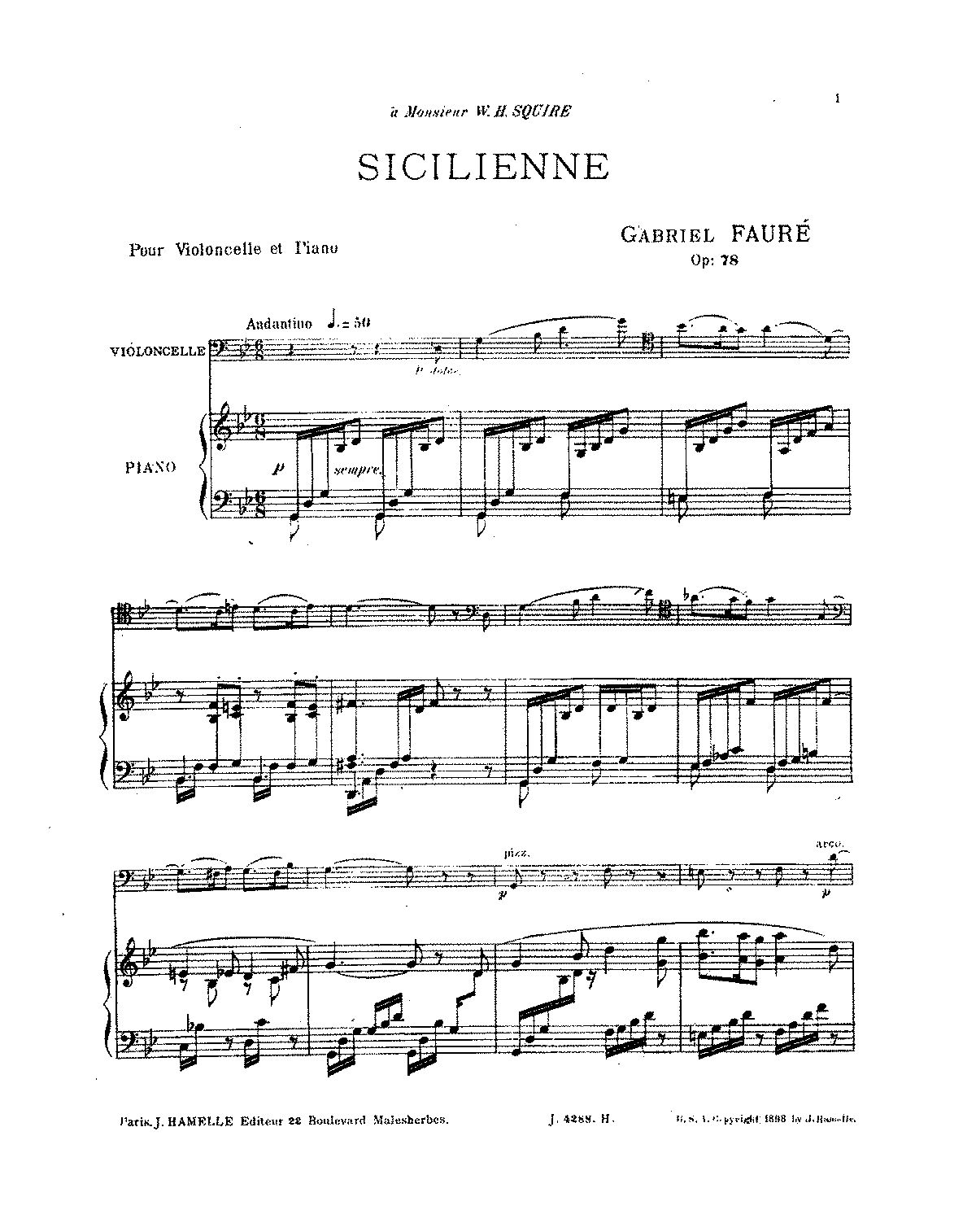
1898年に出版されたチェロとピアノ版の楽譜

『シシリエンヌ』（フランス語: Sicilienne） 作品78は、ガブリエル・フォーレが1893年に作曲した作品であり、一般に『フォーレのシシリエンヌ』（シチリアーナ、あるいはシチリア舞曲）として有名である。1898年にチェロとピアノのための室内楽曲として出版されたが、同年に自身が作曲した劇付随音楽『ペレアスとメリザンド』（作品80）に流用されたため管弦楽曲としても有名であり、現在ではチェロとピアノの編成以外にも、さまざまな編成で編曲されるなど、独立して演奏されることも多い。

## 概要
1892年、パリのエデン劇場の支配人は、カミーユ・サン＝サーンスにモリエールの戯曲『町人貴族』のための音楽を書くよう依頼した。しかし当時のサン＝サーンスは、オペラ・コミック『フリュネー (オペラ)』の作曲中で多忙だったためにこの依頼を受けることができず、友人で元弟子のフォーレに任せることにした。『シシリエンヌ』の最初のバージョンを含むこの音楽は、1893年に当劇場が破産したことで演奏されないままだった。
その5年後の1898年に、フォーレはこの作品をチェロとピアノのために編曲しているが、フォーレ研究家のジャン＝ミシェル・ネクトゥーは、この編曲はオランダのチェリストであるヨーゼフ・ホールマンのために行われたのではないかと考えている。このチェロとピアノ版は同年4月にロンドンとパリで「作品78」として出版され、イギリスのチェリストであるウィリアム・ヘンリー・スクワイアに献呈された。
このチェロとピアノ版の出版とほぼ同時期には、当時のイギリスで著名な女優だったパトリック・キャンベル夫人から、モーリス・メーテルリンクの戯曲『ペレアスとメリザンド』のための音楽を作曲するように依頼されたが、当時のフォーレはパリ音楽院で作曲のクラスを受け持つようになったことや、マドレーヌ寺院でのオルガニストとしての任務、地方音楽院の視察旅行、パリ音楽院の試験用課題曲2曲を急いで作曲しなければならないなど、仕事が重なって多忙であったため、同年5月の1ヶ月間で簡易スコアを作成し、オーケストレーションを弟子のシャルル・ケクランに委ねることとなった。そして、劇の第2幕第1場でペレアスとメリザンドが庭園の中の泉で戯れる場面の前奏曲として、フォーレ自身が気に入っていたこの作品が流用されることとなった。
また、この後に『ペレアスとメリザンド』から数曲選んで管弦楽組曲が作られた際には、フォーレはケクランのオーケストレーションに手を加えているが、『シシリエンヌ』のみはケクランのオーケストレーションに満足していたため、この曲だけオーケストレーションに一切手を加えていない。

## 曲の構成
アンダンティーノ（ケクランによる管弦楽版ではアレグレット・モルト・モデラート）、ト短調、8分の6拍子。A-B-A-C-A-Codaの小ロンド形式。
管弦楽版では、有名なA部ではハープの分散和音に乗ってフルート独奏が付点リズムの特徴ある旋律を奏する。和声的には、短調の中に長和音を、長調の中に短和音を借用和音として用いることで、和音の明暗が絶えず交錯し、和声の機能を読み替えて、時として旋法性を感じさせるような、思いがけない和音連結の揺らめきを作り出すことは、フォーレの得意とするところである。